# Джерело (роман Дена Брауна)
«Джерело» (англ. Origin) — науково-фантастичний містико-детективний трилер американського письменника Дена Брауна. П'ята частина серії книг про Роберта Ленгдона, що іде після «Ангели і Демони», «Код да Вінчі», «Втрачений символ» та «Інферно». Книга вийшла 3 жовтня 2017 року у видавництві «Даблдей».. Українською роман вийшов у травні 2018 року під назвою «Джерело» у видавництві «Клуб Сімейного Дозвілля».

## Сюжет
Більбао, Іспанія. Роберт Ленгдон, гарвардський професор симвології та релігійної симвології, прибуває в надсучасний музей Гуггенгайма в Більбао, щоб бути присутнім при важливому оголошенні — відкритті, яке «змінить обличчя науки назавжди». Презентацію має провести Едмонд Кірш, сорокарічний мільярдер і футуролог, чиї блискучі високотехнологічні винаходи та сміливі прогнози зробили його всесвітньо відомою особою. Окрім того, Кірш — один із перших студентів Ленгдона в Гарвардському університеті. Здійснивши дивовижний прорив, Едмонд планує дати відповіді на два фундаментальні питання людського існування — «Звідки ми?» і «Куди ми прямуємо?».

## Персонажі
- Роберт Ленгдон — американський професор симвології в Гарвардському університеті, Кембридж, Массачусетс.
- Амбра Відаль — директор музею Гуггенгайма в Більбао, наречена принца Хуліана.
- Едмонд Кірш — футуролог, мільярдер, який знайшов відповіді на найголовніші питання людства.

## Історія створення
У серпні 2018 року роман «Джерело» очолив список бестселерів за версією «Нью-Йорк Таймс» і протягом 23 тижнів утримував свою чільну позицію.
Ден Браун відвідав левову частку місць, що описані в романі, зокрема музей Гуггенгайма в Більбао. Окрім того, протягом тривалого часу письменник мешкав в Іспанії. Загалом, Брауну знадобилося чотири роки, аби написати та зібрати інформацію для своєї нової книги. Роман присвячено його матері, яка померла 2017 року.
Спочатку тираж складав 2 млн примірників, якщо не брати до уваги перекладів на 42 мови світу.

## Переклад українською
У січні 2018 року стало відомо, що українське видавництво КСД видасть «Джерело» Дена Брауна українською влітку 2018 року.
- Ден Браун. Джерело. Переклад з англійської: Г. В. Яновська. Харків: КСД, 2018. 528 с. ISBN 978-617-12-4752-9

## Сприйняття
Оглядач сайту mrpl.city Іван Синєпалов розташував роман на 12 місці у переліку найкращих книжок, виданих українською мовою у 2018 році, зазначивши, що «у своїй легкій манері Ден Браун невимушено знайомить читачів із культурною спадщиною Європи, цього разу Барселони, та додає світлі мазки до антиутопічної картини майбутнього».